# 全安镇 (南雄市)
全安镇，是中华人民共和国广东省南雄市下辖的一个乡镇级行政单位。

## 行政区划
全安镇下辖以下地区：
全安社区、全安村、陂头村、羊角村、古塘村、王亭石村、河塘村、杨沥村、荔迳村、密下水村、苍石村、大坪村、兰溪村和章禾洞村。